# 希安尼·罗默
希安尼·罗默（荷蘭語：Gianni Romme，1973年2月12日—），荷兰男子速度滑冰运动员。他曾代表荷兰在冬季奥运会速度滑冰比赛中获得2枚金牌和1枚银牌。他也在1998年冬季奥运会闭幕式上担任荷兰队旗手。